# Lasiancistrus
Lasiancistrus – rodzaj słodkowodnych ryb sumokształtnych z rodziny zbrojnikowatych (Loricariidae). Spotykane w hodowlach akwariowych. Zaliczane do glonojadów. 

## Zasięg występowania
Ameryka Południowa: Brazylia, Kolumbia, Ekwador, Gujana, Peru i Wenezuela.

## Klasyfikacja
Rodzaj Lasiancistrus został opisany w 1904 jako podrodzaj w obrębie rodzaju Ancistrus, następnie został podniesiony do rangi rodzaju.
Gatunki zaliczane do tego rodzaju:
- Lasiancistrus caucanus
- Lasiancistrus guacharote
- Lasiancistrus heteracanthus
- Lasiancistrus saetiger
- Lasiancistrus schomburgkii
- Lasiancistrus tentaculatus

Gatunkiem typowym jest Chaetostomus heteracanthus (L. heteracanthus).